# Sibianor proszynski
Sibianor proszynski là một loài nhện trong họ Salticidae.
Loài này thuộc chi Sibianor. Sibianor proszynski được Zhu & Da-xiang Song miêu tả năm 2001.